# Martha Locke Hazen
Martha Locke Hazen (Cambridge, Massachusetts, 15 de julio de 1931- Hingham, Massachusetts, 23 de diciembre de 2006) fue una curadora de fotografías astronómicas en la universidad de Harvard y Oficial de AAVSO.

## Primeros años
Fue uno de los cuatro hijos de Harold Locke y Katherine Hazen, Martha nació en Cambridge, Massachusetts, el 15 de julio de 1931, y se crio en la ciudad de Belmont, cerca de Cambridge, donde vivió la mayor parte de su vida. Su padre acuñó el término "servomecanismo" mientras que actuaba como un profesor de ingeniería y decano de los estudiantes graduados en el Instituto de Tecnología de Massachusetts. Su madre se graduó en química en la Universidad Mount Holyoke. Después de recibir un AB en astronomía de la Universidad Mount Holyoke en 1953, Martha obtuvo un doctorado en astronomía en 1958 por la Universidad de Míchigan, con la defensa de una tesis doctoral sobre la distribución de intensidad en las galaxias elípticas en el cúmulo de Virgo.

## Matrimonio
El matrimonio de Martha con William Liller en 1959, y el nacimiento de dos hijos, inevitablemente, ralentizaron su progreso en astronomía observacional. Como investigadora del Observatorio de la Universidad de Harvard, Martha siguió observando dos a tres semanas al año en Chile.

## Muerte
Murió en Hingham tras una corta enfermedad, debido a la leucemia mielógena aguda.